# 符融
符融（?—?），字伟明，陈留郡浚仪县（今河南省开封市西北）人，东汉名士。
符融年轻时为都官从事，察举百官犯法与否，觉得丢脸，辞官而去。后游历太学，以少府李膺为师。李膺作风性格清高简约，每次见到符融，都要谢绝其他宾客，听他的谈论。符融戴着幅巾挥动袖子，言辞如云奔涌而出，李膺拱手赞叹。郭林宗刚刚到京师，当时人没有人了解他，符融一见赞叹佩服，因此介绍给李膺，郭林宗于是知名。
当时汉中晋文经、梁国黄子艾，都依恃才智在京城炫耀，托名卧病，什么人都不见。洛阳士大夫中的好事者，仰慕他们的名声，坐在门外等待探病，尚不得见。三公辟召人做官，都要询访他们，根据他们的褒贬作为定夺。符融发现他们没有真才，于是到太学，见李膺说：“这两人行为业绩没有听说过，却以豪桀自命，于是让公卿去探病，王臣守候门口。符融害怕他们用小脊梁毁坏大义，空声誉违背实际，特应明辨。”李膺同意。晋文经、黄子艾二人从此名声衰落，宾客门徒减少，十几天之间，羞惭逃去。后来查明他们是轻薄之人，都因为获罪被废弃。
符融更加知名。州郡以礼相请，举孝廉，公府连辟，都不应召。太守冯岱有声誉，到任之后，请符融相见。符融去了一趟，推荐本郡人士范冉、韩卓、孔伷等三人，自己以病相辞。党锢之祸，也遭到禁锢。
妻子去世，家贫没有丧葬费，同乡人想要为他之准备棺服，符融不肯接受。说：“古时候死了人，就扔在荒野里。只有妻儿死了可以按自己意愿行事，只是入土埋藏就是。”符融优游不仕，直至寿终。

## 延伸阅读
[在维基数据编辑]
 《後漢書·卷68》，出自范晔《後漢書》
 《東觀漢記》